# B-Kanal

B-Kanäle bei der S_{0}-Schnittstelle des Basisanschlusses

Ein B-Kanal (englisch: bearer channel, „Trägerkanal“) ist beim ISDN der Kanal zur Übertragung von Nutzdaten (z. B. Sprache). Man bezeichnet einen B-Kanal daher auch als Nutzkanal. Ein B-Kanal bietet eine bittransparente und synchrone Verbindung zu einem anderen Teilnehmer mit einer Datenübertragungsrate von 64 kbit/s (vollduplex). Er dient der direkten Kommunikation zwischen Teilnehmern und nicht, wie der D-Kanal, dem Austausch von Signalisierungsinformationen zwischen Endgerät und Vermittlungsstelle.
In Europa hat
- ein ISDN-Basisanschluss zwei B-Kanäle
- ein ISDN-Primärmultiplexanschluss mindestens 16 und maximal 30 B-Kanäle.

In einem GSM-Netz entspricht der Traffic Channel dem B-Kanal.